# Leandro da Silva (calciatore 1985)
Leandro da Silva (Itumbiara, 26 giugno 1985) è un ex calciatore brasiliano, di ruolo centrocampista.